# Anabantoidei
Az Anabantoidei a sugarasúszójú halak (Actinopterygii) osztályába és a sügéralakúak (Perciformes) rendjébe tartozó alrend.

## Rendszerezés
Az alrendbe az alábbi 3 család tartozik
- Labirintkopoltyús halak (Anabantidae)
- Helostomatidae
- Gurámifélék (Osphronemidae)